# 憂鬱之島
《憂鬱之島》（英語：Blue Island）是一部2022年由陳梓桓作為導演的香港電影，於加拿大Hotdocs國際紀錄片影展作世界首映。電影獲得第13屆台灣國際紀錄片影展3項大獎和第59屆金馬獎最佳紀錄片提名。

## 劇情
電影結合劇情片和紀錄片，透過分為三個不同年代中國和香港發生的重大政治事件和代表人物，並由2010年代的香港年輕學生重演以往的歷史時刻。

### 追尋自由：1973文革逃港潮 vs 反修例運動後的移民潮
代表身份：現年74歲的陳克治
以1970年代文化大革命作為背景。1973年，一對戀人為避開政治劫難，冒生命危險由深圳邊境游水逃往香港。之後拍攝一名伯伯年老後即使遇上8號風球的大雨，仍堅持繼續每天早上到維多利亞港暢泳。其後安排兩位年輕人重演在中國山間農村，接受農村領導手執小紅書宣揚毛主席萬歲、眾人鼓掌附和的場景。該章節也展示了兩位年輕人與陳克治和妻子在酒樓聊天的情況，談及移民的問題，以及2016年為文革時渡海㦬難者念悼文。

### 民主與理想幻滅：六四天安門事件 vs 反修例運動
代表身份：林耀強
記錄一批香港大學生在1989年5月支援北京學生的民運，包括中國大陸的示威和絕食行動。之後學聯主席林耀強更北上北京參與，其後更親眼目睹六四天安門事件的發生。相隔多年，記錄了他為街坊提供法律諮詢服務，參與2018年學聯成立60週年晚宴，2019年悼念六四集會和到西區警署門口燒衣紙紀念的情況。不過當他喊出「民主中國」，卻被部分人士喝倒彩，認為意識形態出現分歧。其後《國安法》立法後，六四集會亦被禁止。而重演他的人士是在反送中運動中被捕和入獄的浸大學生會會長方仲賢。

### 中國與香港的身份：六七暴動的文革思潮 vs 反送中運動的香港身份認同
代表身份：楊宇杰

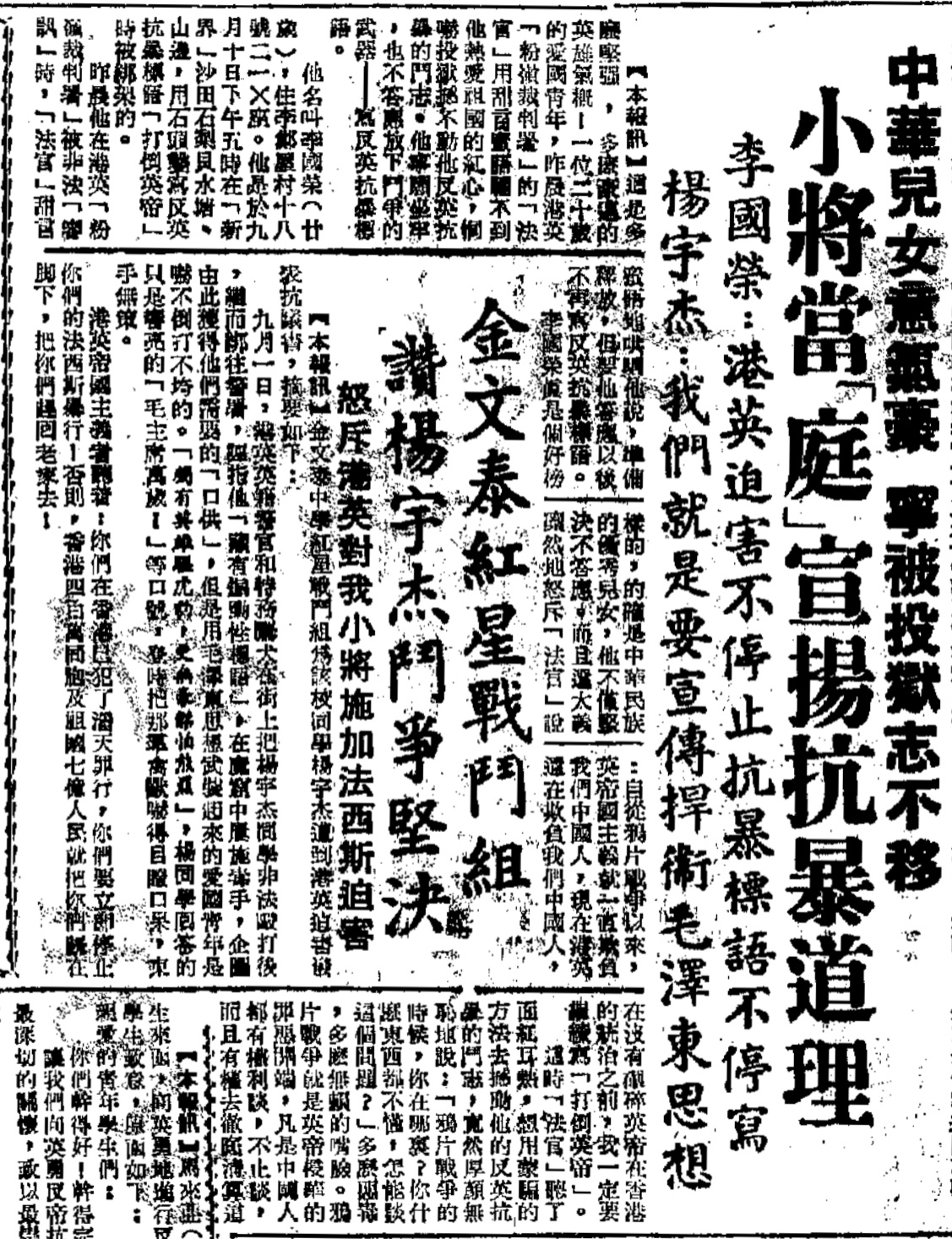
據《大公報》於1967年9月20日報導，六七暴動章節的主人翁—楊宇杰在當年9月1日的六七暴動期間涉嫌藏有煽動性標語被警方拘捕，《大公報》稱楊宇杰在警方錄取口供時只高叫「毛澤東萬歲」等口號，在法庭上對於法官的訊問，楊卻稱我們就是要宣傳捍衛毛澤東思想，在庭審期間宣揚「抗暴道理」，楊宇杰在法庭上的表現得到「紅星戰鬥組」的讚賞

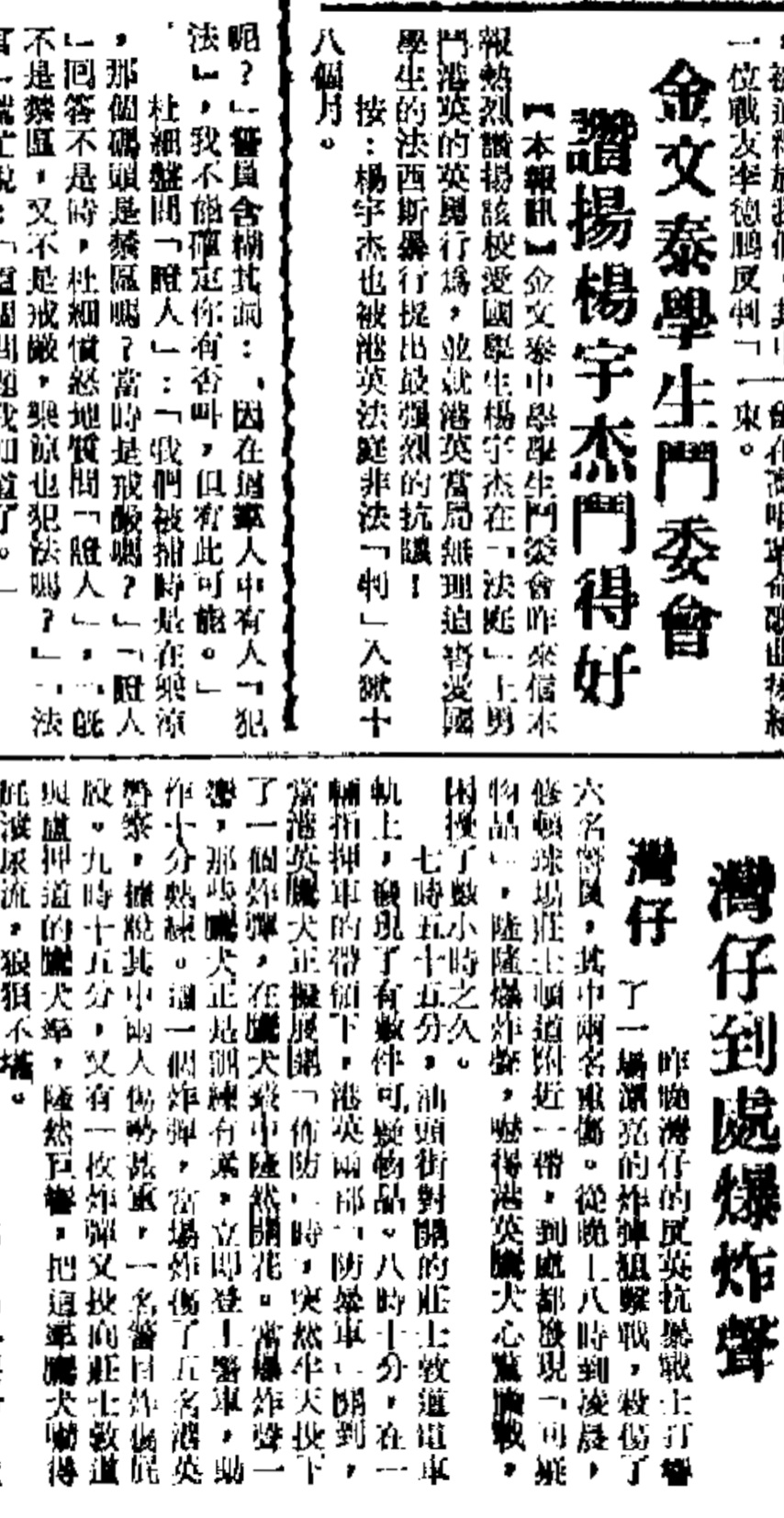
《大公報》於1967年9月21日報導稱收到金文泰中學學生鬥委會的來信，表示要讚揚被捕學生楊宇杰在法庭上「勇鬥」港府的表現，並且抗議港府的法西斯暴行，下方則是報導「抗暴戰士」在香港島灣仔發動連環炸彈狙擊戰將6名「鷹犬」炸傷

記錄一名參與六七暴動的人士，該人是筆名石中英的楊宇傑。1967年年初香港左派企圖將中國的文化大革命引入到當時是英國殖民地的香港，據《華僑日報》報導時年16歲的楊宇傑於1967年9月1日在大坑舊村藏有28張煽動性標語與同行的一名被搜出藏有武器的17歲謝姓青年一同被警方拘捕，兩人於9月19日在中央裁判署被判入獄。這部電影對這部分缺乏交代，而是先以大段篇幅提述楊宇杰在相隔多年後已成為住進淺水灣豪宅別墅的富商，又記錄了楊宇杰在2019年初與金文泰中學的師生到四川汶川大地震的遺址參觀，到墳場向六七暴動中的參與暴動死者獻花，又投資拍攝六七暴動題材的《中英街1號》電影，並在2018年到日本參與第十三屆大阪亞洲電影節，到章節尾段才以並置時空的手法，安排已成為富商的六七暴動少年犯楊宇杰，與在2019年反修例示威中被控告暴動罪而被判監三年半的社工學生譚鈞朗，於同一個監房內進行交流，楊宇杰稱時間會侵蝕他的理想，楊亦透露當時向英國官員表明自己是中國人，雖然譚鈞朗同樣以被告的身份演出，卻向審訊人員堅稱自己是香港人，不是中國人。
六七暴動章節是整部電影最受爭議的部分，因為橋段試圖將發生連串土製炸彈襲擊的六七暴動與2019年反送中運動連結在一起，而兩者的性質卻截然不同，六七暴動是要在香港仿照1966年12月葡屬澳門發生的一二·三事件由左派團體奪取政局主導權並驅逐在香港的國民黨勢力，六七暴動並沒有爭取民主及選舉的成分，其將當時在中國大陸風潮正盛的文化大革命引入到香港，並通過炸彈襲擊浪潮企圖壓服香港政府，與反送中運動爭取真普選及維持香港法治的防火牆有顯著的分別，並且六七暴動的所謂左派文藝刊物如《戰鬥報》都涉嫌鼓吹通過炸彈襲擊等恐怖手段壓服港府，程翔指出在片中演出六七暴動少年犯的楊宇杰不但反對有大量年青人參與的2014年佔中和2019年反送中運動，還參與發起支持打壓爭取民主和普選的活動，卻要求平反涉及大量恐怖活動的六七暴動，並利用電影將一場葬送香港自由的六七暴動和一場捍衛香港自由的運動包裝成兩者是沒有差別的運動，試圖將人們對2014年及2019年抗爭運動的同情和支持折射到六七暴動的參與者身上。

### 香港的今日與未來
電影最後部分回顧2019年「佔領立法會」等關鍵抗爭情況，包括由鍾耀華重讀2014年佔中九子案的陳情書，而香港市面曾經出現的抗爭標語和遊行人群，亦隨COVID-19疫情和《國安法》下被消失。之後以無聲方式拍攝20多個人士沉默凝視鏡頭，列出他們的審訊/判刑情況，最後展示製作電影的成員名單，當中部分目前正監禁或去世。

## 製作
電影早在2016年開始拍攝，製作歷時近五年。於2017年拍攝時曾考慮將電影定名為《14/67》，意即1967年至2014年。導演陳梓桓表示目前播映的版本是由於2019年發生反修例抗爭運動，故在2020年重新拍攝，包括安排年輕人運用經歷呼應歷史人物的故事，耗時14天完成。由於經過重新拍攝後的故事感覺更沉重，因而改名為《憂鬱之島》。電影花了15個月剪接，部分內容包括12港人的鹽田港、2020年黎智英出席六四燭光晚會及林耀強到岑建勳家中作客食飯等場景被刪走。
電影到訪多個國家和地區進行拍攝，包括中國廣東省佛山、四川省、日本和奧地利。電影製片和統籌不少為日本人，原因是與重新拍攝需要資金有關，當中20%是來自日本。電影總預算為港幣400萬元，曾進行眾籌籌得港幣165萬，與目標120萬多出45萬。

## 發行
電影先後在多個國家的影展作播映，包括加拿大多倫多、美國紐約和台灣台北。本片在2022年7月16日於日本公開上映，然而在香港因受到國安法的影響而無法上映，導演對此感到很可惜。

## 獎項
| 年份 | 頒獎典禮                       | 獎項                     | 名字                         | 結果 |
| ---- | ------------------------------ | ------------------------ | ---------------------------- | ---- |
| 2021 | 第52屆瑞士真實影展（Visions du Réel Festival International de Cinema Nyon）         | Lightdox獎               | 《憂鬱之島》                 | 獲獎 |
| 2022 | 第29屆加拿大國際紀錄片影展（Hot Docs Canadian International Documentary Festival） | 最佳國際紀錄片           | 《憂鬱之島》                 | 獲獎 |
| 2022 | 第13屆台灣國際紀錄片影展       | 亞洲視野競賽評審團特別獎 | 《憂鬱之島》                 | 獲獎 |
| 2022 | 第13屆台灣國際紀錄片影展       | 再見真實獎首獎           | 《憂鬱之島》                 | 獲獎 |
| 2022 | 第13屆台灣國際紀錄片影展       | 觀眾票選獎               | 《憂鬱之島》                 | 獲獎 |
| 2022 | 第40屆舊金山國際亞美電影節（CAAMFest） | 最佳紀錄片               | 《憂鬱之島》                 | 獲獎 |
| 2022 | 第18屆蘇黎世影展（Zurich Film Festival）           | 金眼獎                   | 《憂鬱之島》                 | 提名 |
| 2022 | 第15屆亞太電影大獎（Asia Pacific Screen Awards）         | 最佳紀錄片               | 《憂鬱之島》                 | 提名 |
| 2022 | 第59屆金馬獎                   | 最佳紀錄片               | 陳梓桓、憂鬱之島製作有限公司 | 提名 |

## 外部連結
- 憂鬱之島官方網頁 （页面存档备份，存于）
- 談香港《憂鬱之島》引起的爭論（页面存档备份，存于）
- 憂鬱之島的Facebook專頁
- 憂鬱之島的Instagram帳戶
- 互联网电影数据库（IMDb）上《憂鬱之島》的资料（英文）
- AllMovie上《憂鬱之島》的资料（英文）
- 爛番茄上《憂鬱之島》的資料（英文）